# Il cuore di Cosette
Il cuore di Cosette (レ・ミゼラブル 少女コゼット?, Re Mizeraburu Shōjo Kozetto, lett. "I Miserabili - La giovane Cosette") è un anime televisivo giapponese prodotto dalla Nippon Animation, adattamento del romanzo classico di Victor Hugo, I miserabili. Il primo dei 52 episodi di cui è composta la serie è andato in onda il 7 gennaio 2007 su BS Fuji. Nell'aprile 2007 è stata trasmessa anche da Animax. La serie ha segnato la ripresa del progetto World Masterpiece Theater dopo dieci anni dall'ultima produzione Dolce piccola Remi.
In Italia la serie è stata trasmessa dal 23 marzo 2010 sul canale Hiro e dal 26 marzo 2012 su Italia 1 con il titolo Il cuore di Cosette. Dal mese di marzo del 2014, ad opera di Yamato Video è disponibile la serie completa in 10 DVD raccolti in un cofanetto da collezione in tiratura limitata e numerata di 1000 copie, con il titolo di Les Misérables - Il cuore di Cosette.

## Trama
Francia, 1819. Fantine è una ragazza di 23 anni che con Cosette, la figlia di quattro anni, arriva nella cittadina di Montfermeil in cerca di lavoro. Si imbatte in una coppia di locandieri, i Thénardier, che si offrono di tenere Cosette in attesa che lei trovi una sistemazione per poi poter vivere di nuovo insieme. Fantine rassicurata dalla presenza delle due figlie della coppia, Éponine e Azelma, si convince che per la sua bambina sia la scelta migliore e così madre e figlia si separano.
Purtroppo i Thenardier sono tutt'altro che buoni e gentili: sono avidi e spietati, tanto da costringere la piccola Cosette a lavorare per loro come una schiava. L'unico amico che la bambina avrà sarà Gavroche, il terzo figlio dei Thenardier, mai amato dai genitori.
Nel frattempo Fantine giunge alla cittadina di Montreuil-sur-Mer dove trova lavoro presso la fabbrica del signor Madeleine, sindaco del paese. L'uomo, di una sconcertante bontà d'animo è benvoluto da tutti gli abitanti, ma cela un segreto misterioso ed oscuro.
La storia segue quindi la vita di Cosette, dall'infanzia all'età adulta, dalla morte della madre fino al matrimonio, con sullo sfondo gli uomini, le ingiustizie sociali ed i tragici avvenimenti della Francia post-napoleonica.

## Personaggi
Cosette (1815)
All'inizio della storia ha 4 anni e le sue vicende sono raccontate fino all'età di 19 anni. Figlia di Fantine, da piccola è lasciata dalla madre presso i Thénardier, due crudeli locandieri che la trattano come una schiava. Dopo la morte della madre viene salvata da Jean Valjean, che diventa il suo padre adottivo. Viene educata dalle suore del convento del Petit-Picpus in cui rimane per 5 anni. Una volta uscita dal convento aiuta il padre nelle sue opere di carità verso i poveri. Incontra Marius che a 18 anni sposerà e dal quale avrà una figlia. Doppiata da Kaori Nazuka, Tamaki Matsumoto (tre anni dopo, originale), Elisabetta Spinelli (italiano).
Fantine (1796-1823)
Ragazza parigina che afferma di essere rimasta vedova con una figlia, Cosette. A 23 anni, per poter trovare un lavoro lascia la figlia in affidamento ai Thénardier, senza immaginare la loro crudeltà. Morirà a 27 anni prostrata da una vita di stenti senza poter rivedere la figlia. Doppiata da Emiko Hagiwara (originale), Daniela Fava (italiano).
Jean Valjean, alias Madeleine - Ultimus Fauchelevent (1769-1834)
All'inizio della storia raccontata dall'anime ha 50 anni. Ex forzato perseguitato dalla legge, ma di sconcertante umanità e bontà, tenta di rifarsi una vita come sindaco di Montreil-sur-mer, imprenditore e grande filantropo. Dopo la morte di Fantine prende Cosette sotto la sua protezione diventandone il padre adottivo e prodigandosi per lei. Dopo il matrimonio di Cosette, sentendo esaurito il suo compito, si ritira in uno sperduto villaggio di contadini dove si spegnerà serenamente dopo aver confessato il suo oscuro passato alla figlia. Doppiato da Masashi Sugawara (originale), Pietro Ubaldi (italiano).
Alain
Ragazzo di strada che Madeleine salva dalla cattura dopo che lui aveva rubato del pane per sfamare i fratelli perché vede nel ragazzino ciò che anche lui era stato tanto tempo prima. Dopo aver accettato il lavoro di fattorino che Madeleine gli offriva, col passare degli anni Alain diventerà sempre più un suo collaboratore fidato e capace. Quando Jean Valjean, ormai scoperto, sarà costretto a fuggire dalla città, proseguirà nella gestione della fabbrica continuando a farla prosperare. Doppiato da Anri Katsu (originale), Stefano Pozzi (italiano).
I Thénardier
Coppia di malvagi locandieri che allevano Cosette trattandola peggio di una serva. in seguito, caduti in disgrazia, si uniscono a una banda di criminali e tagliagole parigini, di cui Monsieur Thénardier diviene il capo. Doppiati da Masahito Yabe (originale), Lorenzo Scattorin (italiano) (Signor Thénardier), Mami Horikoshi (originale), Stefania Patruno (italiano) (Signora Thénardier).
Azelma Thénardier
Figlia minore di Thénardier. Doppiata da Kurumi Mamiya, Chihiro Yarita (due anni dopo, originale), Serena Clerici (italiano).
Éponine Thénardier (1815 circa-1831)
Figlia maggiore dei Thénardier. Stanca della vita di espedienti che a Parigi il padre le fa fare, abbandona la famiglia e per questo non viene incarcerata assieme agli altri Patron-Minette. Si innamora di Marius anche se sa che non sarebbe mai stata ricambiata e con il suo aiuto gli fa ritrovare Cosette della quale lui aveva perso le tracce. Muore sulla barricata durante la battaglia della locanda Corinth, salvando la vita all'uomo che ama facendogli scudo con il proprio corpo. Doppiata da Yuko Sasamoto, Yuki Ootomo (quattro anni dopo, originale), Francesca Bielli (italiano).
Gavroche Thénardier (1819)
Figlio non molto amato e sopportato dei Thénardier, è l'unico amico che Cosette abbia durante la sua permanenza nella locanda. Doppiato da Yumiko Kobayashi (originale), Patrizia Mottola (italiano).
Javert
Poliziotto ed ispettore di primo grado, irreprensibile tutore della legge, fa della cattura di Jean Valjean uno scopo di vita, fino al loro drammatico faccia a faccia durante i moti del giugno 1831, quando finalmente capirà la sua grandezza d'animo, comprendendo che anche il più pericoloso criminale può cambiare e volgersi al bene. Nel romanzo questa rivelazione lo porterà al suicidio. Doppiato da Takashi Matsuyama (originale), Oliviero Corbetta (italiano).
Marius Pontmercy
Giovane di buona famiglia, che lascia la casa del nonno - vecchio monarchico nostalgico dell'Ancien Régime - in odio alle sue idee. Vive in povertà pagandosi da vivere con traduzioni, ma proseguendo gli studi universitari in giurisprudenza e incontra casualmente e si innamora di Cosette. Dopo aver partecipato alla rivolta del 1831 ed essere stato salvato da Jean Valjean, sposerà Cosette. Doppiato da Anri Katsu (originale), Patrizio Prata (italiano).
Suor Simplice
Una Suora parigina che aiuta Alain. Stima molto Jean Valjean e anche quando scopre la verità gli rimane fedele, infatti sebbene detesti le menzogne no esita a dire la sua unica menzogna per aiutarlo a scappare da Javert, sarà lei a raccontare a Cosette metà del passato di Jean e la storia di Fantine. Doppiata da Mika Kanai (Originale), Marcella Silvestri (Italiano).

## Luoghi

### Montfermeil
Locanda Sergente di Waterloo
è la locanda gestita dai Thénardier a Montfermeil presso cui Fantine lascia Cosette all'inizio della storia. Il suo nome deriva dall'episodio che Thénardier ama raccontare agli avventori, quando durante la battaglia di Waterloo lui salvò la vita ad un generale francese: in memoria dell'avvenimento, l'insegna della locanda rappresenta proprio quell'eroico salvataggio. In realtà quel "generale" era il colonnello Pontmercy (il padre di Marius) che l'infido Thénardier stava derubando sul campo di battaglia, credendolo morto.
Quello di Cosette presso la locanda avrebbe dovuto essere un soggiorno breve, ma la bambina vi trascorrerà 4 lunghi anni, trattata peggio di una serva, dal 1819 al 1823, quando Jean Valjean la porterà finalmente via per esaudire l'ultimo desiderio di Fantine.

### Montreuil-sur-Mer
La fabbrica di bigiotteria
è lo stabilimento che Jean Valjean impianta a Montreuil-sur-Mer con i soldi ricavati dalla vendita delle posate d'argento del vescovo Myriel. Grazie alle invenzioni e agli accorgimenti tecnici di Jean Valjean l'industria prospera dando lavoro e ricchezza a tutta la cittadina ed è proprio in questa fabbrica che Fantine trova un impiego, per poi perderlo dopo qualche anno a causa delle maldicenze delle compagne di lavoro. Dopo la fuga di Jean Valjean, l'industria viene gestita dal suo aiutante Alain che continua l'opera di buona amministrazione del fondatore.

### Parigi
Casa Gorbeau
è un condominio fatiscente dove Jean Valjean e Cosette si rifugiano temporaneamente dopo essere fuggiti da Montfermeil. Sei anni dopo diviene la dimora di Marius dopo essere stato cacciato da casa per le sue idee bonapartiste. Qui Marius diviene inconsapevole vicino di casa di Thénardier (sedicente salvatore del padre) e della sua famiglia, scappati da Montfermeil una volta caduti in rovina per i troppi debiti.
Convento Petit Picpus
è il luogo dove si rifugiano Jean Valjean e Cosette dopo essere stati individuati da Javert alla casa Gorbeau. Jean Valjean fingerà di essere Ultime Fauchelevent, fratello minore del giardiniere del convento e da quel momento Cosette, fatta passare per la figlia, assumerà anche lei il cognome Fauchelevent. Nel convento Cosette riceverà finalmente un'educazione e vi passerà quello che rimaneva della sua infanzia e parte della sua adolescenza.
Caffè Musain
nel retro del locale si riunisce il "Circolo dell'ABC", una congregazione di ragazzi, generalmente studenti, di orientamento repubblicano. Il "Circolo dell'ABC" nel quale Marius troverà gli amici più fraterni, sarà il principale organizzatore della barricata di rue Saint-Denis durante la rivolta di Parigi.
Giardini del Lussemburgo
i Giardini del Lussemburgo sono i giardini pubblici nel centro di Parigi frequentati da Fantine quando Cosette aveva due e tre anni. Dodici anni dopo sarà in questo parco che Cosette e Marius si incontrano per la prima volta.
Casa di rue Plumet
è la villetta nella quale Jean Valjean, Cosette e la governante Toussaints vanno ad abitare dopo il periodo del convento. È nel cortile della casa che avverranno gli incontri segreti tra Cosette e Marius che approfitta di un varco nella recinzione per entrare di nascosto.
Elefante
è un monumento in muratura e legno dell'epoca napoleonica, in seguito abbandonato e caduto in rovina. Al suo interno trova rifugio Gavroche che assieme ad altri ragazzini di strada lo trasformerà in una sorta di casa.
Locanda Corinth
locanda di rue Saint-Denis davanti alla quale i ragazzi del "Circolo dell'ABC" costruiranno la barricata che durante i moti del 5 giugno 1832 sarà l'ultima a cadere sotto i colpi dell'esercito che ucciderà tutti i rivoltosi. Solo Marius e Jean Valjean si salveranno dal massacro, riuscendo fortunosamente a fuggire attraverso le fogne.

## Cronologia
Cronologia degli avvenimenti principali dell'anime, con gli episodi in cui avvengono e le corrispondenti parti del romanzo. Alcuni avvenimenti che accadono nella serie non sono presenti nel romanzo originale.
| Anno | Età di Cosette | Avvenimenti | Episodi           | Parti del romanzo                                         |
| ---- | -------------- | --- | ----------------- | --------------------------------------------------------- |
| 1815 | 0              | - Jean Valjean esce dal carcere - Jean Valjean arriva a Montreil-sur-Mer - Nasce Cosette                                                                              | 2, 52 (flashback) | 1 - Fantine                                               |
| 1819 | 4              | - Fantine lascia Cosette dai Thénardier - Fantine arriva a Montreil-sur-Mer per lavorare - Nasce Gavroche                                                             | 1-2               | 1 - Fantine                                               |
| 1822 | 7              | - Javert arriva a Montreil-sur-Mer come capo della polizia | 3-4               | 1 - Fantine                                               |
| 1823 | 8              | - Jean Valjean salva la vita a Fauchelevent - Fantine viene licenziata - Fantine muore - Jean Valjean la notte di Natale fugge a Parigi con Cosette                   | 5-17              | 2 - Cosette                                               |
| 1824 | 9              | - Jean Valjean e Cosette si nascondono nel convento del Petit-Picpus                                                                                                  | 18-20             | 2 - Cosette                                               |
| 1829 | 14             | - Muore il padre di Marius - Marius abbandona la casa del nonno - Muore Fauchelevent - Jean Valjean e Cosette escono dal convento                                     | 21-23             | 2 - Cosette                                               |
| 1830 | 15             | - Cosette e Marius si incontrano, si innamorano e si perdono di vista                                                                                                 | 24-27             | 3 - Marius                                                |
| 1831 | 16             | - Jean Valjean sfugge alla trappola di Thénardier - Arresto dei Patron-Minette - Marius ritrova Cosette - Evasione dei Patron-Minette                                 | 28-31             | 3 - Marius                                                |
| 1832 | 17             | - Storia d'amore tra Cosette e Marius - Colera a Parigi - Nuovo trasloco di Cosette, in attesa di partire per l'Inghilterra - Rivolta sulle barricate - Muore Éponine | 32-42             | 4 - L'idillio di via Plumet e l'epopea di via Saint-Denis |
| 1832 | 17             | - Cosette ritrova Gavroche ferito - Salvataggio di Marius e morte di tutti i suoi amici - Fidanzamento di Cosette e Marius                                            | 42-48             | 5 - Jean Valjean                                          |
| 1833 | 18             | - Viaggio di Cosette a Montreil-sur-Mer - Matrimonio di Cosette e Marius                                                                                              | 49-51             | 5 - Jean Valjean                                          |
| 1834 | 19             | - Morte di Jean Valjean | 52                | 5 - Jean Valjean                                          |

## Dal romanzo all'anime

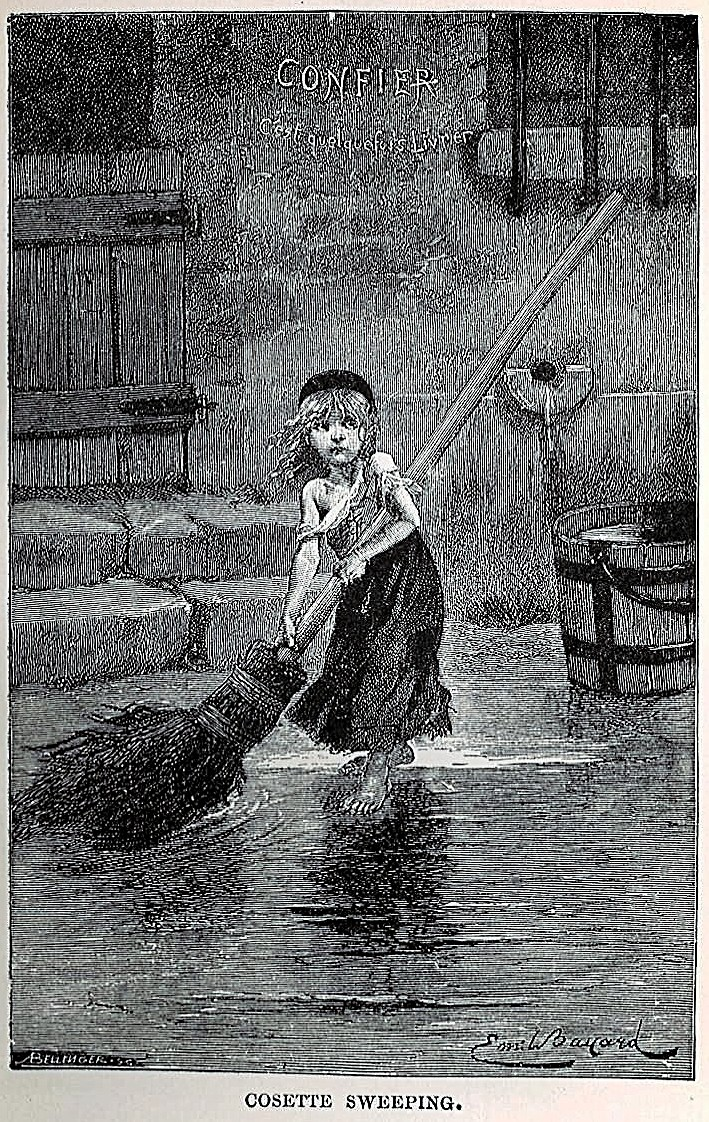
Cosette di Emile Bayard

La serie animata è ispirata al romanzo I miserabili scritto nel 1862 da Victor Hugo e ambientato dal 1815 al 1832.
Il romanzo, diviso in cinque parti, 47 sezioni (denominate libri) per 366 capitoli complessivi è un'opera colossale: considerato uno dei romanzi cardine del XIX secolo europeo, è fra i più popolari e letti della sua epoca e ha avuto nel corso degli anni numerose trasposizioni cinematografiche e televisive.

### Principali differenze
Secondo la tradizione del World Masterpiece Theater Il cuore di Cosette è abbastanza fedele all'opera originale, compresi gli episodi più crudi e difficili per un'opera rivolta anche ai bambini. La versione animata però presenta delle modifiche che hanno addolcito alcuni avvenimenti.
- Il cane Shoushou non è presente nel romanzo. Il suo scopo è tra l'altro quello di salvare Gavroche dalla battaglia sulla barricata.
- Nell'anime si vede spesso Gavroche che litiga con le sorelle e i genitori, difendendo Cosette. Nel libro non si parla di come vivesse prima d'esser lasciato per strada, né del suo rapporto con Cosette.
- Nel romanzo Gravoche è un monello di strada.
- Nel romanzo Fantine, oltre a vendersi i capelli, vende anche i denti e si prostituisce per continuare a guadagnare soldi da mandare alla figlia. Nell'anime invece lavora in un mercato del pesce.
- Nel romanzo, fuggito Jean Valjean, l'industria che egli ha fondato e l'intera Montreuil-sur-Mer cadranno in rovina. Nell'anime, partito Valjean Alain mantiene la gestione dell'industria, facendo prosperare la cittadina.
- Nell'anime non viene detto che i due bambini che Gavroche trova per le vie di Parigi sono in realtà i suoi fratellini.
- Nel romanzo Gavroche muore sulla barricata, mentre nell'anime si salverà anche se gravemente ferito ed andrà ad abitare con Cosette, insieme a Shoushou e ai due bambini che ha preso sotto custodia.
- Nel romanzo Javert muore suicida, mentre nell'anime verrà "redento" da Jean Valjean e diventerà un uomo nuovo, così come era successo tanti anni prima con Jean Valjean stesso e il vescovo Myriel. È Javert a fare un ultimo saluto al vecchio nemico Jean Valjean, appena morto, alla fine dell'anime.
- Nel romanzo la signora Thénardier muore in carcere, nell'anime dopo la detenzione e visibilmente dimagrita ritorna a Montfermeil con Azelma per cominciare una nuova vita.
- Nel romanzo Thénardier ripara in America con la figlia Azelma dove diventa un negriero, mentre nell'anime viene arrestato e la figlia rimane con la madre.
- Nella parte finale del romanzo Jean Valjean finge solamente di intraprendere un lungo viaggio per staccarsi da Cosette e farsi dimenticare, mentre nell'anime il viaggio è reale.
- Nel romanzo Marius saputo il passato di Jean Valjean lo ripudia impedendogli di vedere Cosette, nell'anime invece viene assalito da dubbi ma non perde del tutto la fiducia nell'uomo.

Nell'anime sono state inoltre saltate o riassunte le seguenti sezioni (libri) del romanzo, prevalentemente descrittive o a carattere storico.:
| Parte | Libri saltati o riassunti                                                |
| ----- | ------------------------------------------------------------------------ |
| I     | 1. Un giusto 2. La caduta 3. L'anno 1817                                 |
| II    | 1. Waterloo 6. Il piccolo Picpus 7. Parentesi                            |
| III   | 1. Parigi studiata nel suo atomo 2. Il grosso borghese 7. Patron Minette |
| IIII  | 1. Poche pagine di storia 7. Il gergo                                    |
| V     | 2. L'intestino di Leviatano 8. Fine di un crepuscolo                     |

L'anime, pur rispettando la cronologia degli avvenimenti, inizia quindi dalla quarta sezione (quarto libro) della prima parte del romanzo con l'arrivo di Fantine a Montfermeil, anche se le prime due sezioni (la storia di Jean Valjean e del vescovo Myriel) sono riassunte in un flashback nell'ultimo episodio.
Sono inoltre presenti una decina di episodi filler, concentrati principalmente nella prima parte della serie, con avvenimenti del tutto o in gran parte assenti nel romanzo.

### Elogio funebre
Sia il romanzo che l'anime si chiudono con un'ode funebre in memoria di Jean Valjean. Nel romanzo viene scritta a matita da una mano anonima sul marmo della lapide:
(I miserabili, ultima pagina del romanzo.)
L'anime invece si chiude con il pensiero di Javert rivolto a lui:
(Javert, Il cuore di Cosette, ep. 52)

### Episodi
Gli episodi sono stati trasmessi in Giappone a partire dal 7 gennaio 2007 e in Italia dal 23 marzo 2010 sul canale Hiro. Nella tabella sono segnalati i titoli degli episodi con a fianco le sezioni corrispondenti del romanzo. Gli episodi in corsivo contengono avvenimenti del tutto o in gran parte non presenti nell'originale e potrebbero definirsi episodi filler
| Episodio dell'anime | Sezione corrispondente del romanzo                                             |
| Parte I - Fantine | Parte I - Fantine                                                              |
| --- | ------------------------------------------------------------------------------ |
| 1- Una separazione dolorosa | 4 - Talvolta, affidare significa abbandonare                                   |
| 2 - Il segreto nascosto 3 - Un nuovo amico 4 - Una lettera da Fantine 5 - Il bottone scomparso 6 - Il profumo dei ricordi 7 - Un regalo per Cosette | -                                                                              |
| 8 - Arriva l'inverno | 5 - Discesa                                                                    |
| 9 - L'illusione di Fantine | 6 - Javert                                                                     |
| 10 - Una scelta difficile | 7 - Il processo                                                                |
| 11 - La prima menzogna (1ª parte) | 8 - Contraccolpo                                                               |
| Parte II - Cosette |                                                                                |
| 11 - La prima menzogna (2ª parte) | 2 - Il vascello "L'Orione"                                                     |
| 12 - Cosette resta sola 13 - Cosette e il nuovo amico                                                                                               | 3 - Adempimento della promessa fatta alla morta                                |
| 14 - Cosette conosce la verità 15 - La forza dell'affetto                                                                                           | -                                                                              |
| 16 - Finalmente a Parigi 17 - La scoperta | 4 - La stamberga Gorbeau                                                       |
| 18 - Un incontro inaspettato | 5 - A caccia oscura, muta, silenziosa                                          |
| 19 - Un'impresa rischiosa 20 - Cosette e il flauto                                                                                                  | 8 - I cimiteri prendono quel che si dà loro                                    |
| Parte III - Mario |                                                                                |
| 21 - La storia di Marius | 3 - Nonno e nipote                                                             |
| 22 - Una nuova vita per Cosette | 4 - Gli amici dell'ABC                                                         |
| 23 - Sotto il cielo di Parigi | 5 - Eccellenza della disgrazia                                                 |
| 24 - Prime passioni 25 - Incertezze d'amore 26 - Destini incrociati                                                                                 | 6 - Congiunzione di due stelle                                                 |
| 27 - Una bambina in fuga | -                                                                              |
| 28 - Le lettere smarrite 29 - Pericolo in agguato 30 - In fuga                                                                                      | 8 - Il cattivo povero                                                          |
| Parte IIII - L'idillio di via Plumet e l'epopea di via Saint-Denis                                                                                  |                                                                                |
| 31 - Giorni sereni | 3 - La casa di via Plumet 4 - Soccorso dal basso può essere soccorso dall'alto |
| 32 - La lunga ombra del passato | 2 - Eponina                                                                    |
| 33 - L'ombra misteriosa | 5 - In cui la fine non rassomiglia al principio                                |
| 34 - Un elefante come rifugio 35 - L'evasione | 6 - Il piccolo Gavroche                                                        |
| 36 - Parigi soffre 37 - Un incontro amaro | 8 - Incanti e desolazioni                                                      |
| 38 - Vecchi rancori | 9 - Dove vanno?                                                                |
| 39 - Vento di rivoluzione | 10 - Il 5 giugno 1832                                                          |
| 40 - La notte della rivoluzione | 11 - L'atomo fraternizza coll'uragano 12 - Corinto                             |
| 41 - Un grande amore | 13 - Mario entra nell'ombra                                                    |
| 42 - Jean Valjean e Javert (1ª parte) | 14 - La via dell'uomo armato                                                   |
| Parte V - Jean Valjean |                                                                                |
| 42 - Jean Valjean e Javert (2ª parte) 43 - Il piccolo eroe 44 - La fiamma della speranza                                                            | 1 - Guerra tra quattro mura                                                    |
| 45 - Le fogne di Parigi 46 - I rimorsi di Javert (1ª parte)                                                                                         | 3 - Fango, ma anima                                                            |
| 46 - I rimorsi di Javert (2ª parte) | 4 - Javert sgomento                                                            |
| 47 - L'ultimo addio 48 - Finalmente la felicità | 5 - Nipote e nonno                                                             |
| 49 - Mia madre | -                                                                              |
| 50 - Un'eterna promessa d'amore | 6 - Notte insonne 7 - L'ultima stilla del calice                               |
| 51 - La verità svelata 52 - Il senso di una vita | 9 - Suprema ombra, suprema aurora                                              |

### Errori ed imprecisioni
L'anime presenta un piccolo anacronismo: nell'episodio 20 viene citata la fiaba La sirenetta di Hans Christian Andersen e l'episodio è ambientato all'incirca nel 1829, mentre la fiaba di Andersen è stata pubblicata solamente nel 1836, sarebbe stato quindi impossibile che i personaggi la conoscessero già.

## Doppiaggio
L'edizione italiana è curata dalla casa di doppiaggio milanese Studio P.V., sotto la direzione di Lisa Mazzotti. I dialoghi italiani sono di Luca Sandri, Paola D'Accardi, Vittoria Ponticelli e Bruno Gazzetta.
| Personaggio        | Voce originale                                | Voce italiana       |
| ------------------ | --------------------------------------------- | ------------------- |
| Cosette            | Kaori Nazuka Tamaki Matsumoto (tre anni dopo) | Elisabetta Spinelli |
| Jean Valjean       | Masashi Sugawara                              | Pietro Ubaldi       |
| Fantine            | Emiko Hagiwara                                | Daniela Fava        |
| Javert             | Takashi Matsuyama                             | Oliviero Corbetta   |
| Gavroche           | Yumiko Kobayashi                              | Patrizia Mottola    |
| Thénardier         | Masahito Yabe                                 | Lorenzo Scattorin   |
| Signora Thénardier | Mami Horikoshi                                | Stefania Patruno    |
| Éponine            | Yūko Sasamoto Yūki Ootomo (quattro anni dopo) | Francesca Bielli    |
| Azelma             | Kurumi Mamiya Chihiro Yarita (due anni dopo)  | Serena Clerici      |
| Alain              | Anri Katsu                                    | Stefano Pozzi       |
| Marius Pontmercy   | Anri Katsu                                    | Patrizio Prata      |
| Suor Simplice      | Mika Kanai                                    | Marcella Silvestri  |
| Enjolras           | ?                                             | Renato Novara       |

## Colonna sonora
Sigla iniziale giapponese
"Kaze no Mukō" (風の向こう?), lett. "Al di là del vento", testo di Yuki Saitō, musica di Megumi Ishikawa, arrangiamento di Kon Sawa Taisuke è interpretata da Yuki Saitō.
La canzone è proposta anche nell'ultimo episodio, come sottofondo alla sequenza flashback durante il funerale di Jean Valjean. Nell'edizione italiana in tale sequenza è presente solo la colonna musicale, senza la parte cantata in giapponese.
Sigla finale giapponese
"Ma maman (Watashi no Okā-san)" (ma maman (私のお母さん)?), lett. "La mia mamma", testo di Yuki Saitō, musica e arrangiamento di Kon Sawa Taisuke è interpretata da Yuki Saitō.
La canzone è proposta anche nell'episodio 49, come sottofondo alla sequenza della visita di Cosette alla tomba della madre. Nell'edizione italiana in tale sequenza la canzone è presente come nell'originale, con la parte cantata in giapponese.
Canzone (ep. 44)
"Ishiimegumi" (私にできること?), lett. "Io posso", musica di Megumi Ishikawa, è cantata da Kaori Nazuka (nella parte di Cosette).
La canzone fa da sottofondo all'ultima disperata resistenza dei ribelli alla barricata. Nell'edizione italiana è proposta soltanto la colonna musicale, senza la parte cantata in giapponese.
Sigla iniziale e finale italiana
"Il cuore di Cosette", testo di Graziella Caliandro (Nuvola), musica di Valeriano Chiaravalle è interpretata da Roberta Pagnetti.